# Nabinaud
Nabinaud is een gemeente in het Franse departement Charente (regio Nouvelle-Aquitaine) en telt 76 inwoners (2009). De plaats maakt deel uit van het arrondissement Angoulême.

## Geografie
De oppervlakte van Nabinaud bedraagt 6,0 km², de bevolkingsdichtheid is dus 12,7 inwoners per km².
De onderstaande kaart toont de ligging van Nabinaud met de belangrijkste infrastructuur en aangrenzende gemeenten.

## Demografie
Onderstaande figuur toont het verloop van het inwonertal (bron: INSEE-tellingen).